# Трёхполосый щетинозуб
Трёхполосый щетинозуб, или коричневополосая рыба-бабочка (Chaetodon modestus) — вид лучепёрых рыб из семейства щетинозубых.

## Описание
Длина 15—17 см. Тело высокое, короткое, сильно сжатое с боков (особенно сверху и сзади). Голова маленькая, сжатая по бокам. Хвостовой стебель короткий. Рот маленький, конечный. Челюсть с тонкими, длинными, гибкими, щетинковидными зубами. Предкрышечная кость гладкая. Жаберные отверстия узкие. Голова практически целиком покрыта чешуёй. Туловище покрыто ктеноидной чешуёй. Боковая линия изогнута в виде дуги и проходит высоко параллельно спине.  Спинной плавник сплошной, без выемки. Колючих лучей в спинном плавнике около 13, примерно одинаковой высоты.  Хвостовой плавник веерообразный. На спинном плавнике располагается чёрное пятно, вертикальная тёмная полоса, проходящая через глаз, и две широкие - на боках тела. 

## Биология
Морской теплолюбивый вид, не избегающий также опреснённых вод. Ведут одиночный образ жизни, никогда не образуют стай. Держатся среди коралловых рифов и скалистых обнажений. Может попадаться среди зарослей морских водорослей.

## Ареал
Ареал вида охватывают воды Южно-Китайского, Восточно-Китайского и южной части Японского морей.